# Bassae
Pour plus de détails, voir Fiche technique et Distribution.
Bassae est un court métrage documentaire français réalisé par Jean-Daniel Pollet, sorti en 1964.

## Synopsis
Documentaire poétique autour du temple d'Apollon à Bassae.

## Fiche technique
- Titre : Bassae
- Réalisation : Jean-Daniel Pollet, assisté de Costas Ferris
- Scénario : Alexandre Astruc
- Production : C. M. S.
- Musique : G. Montassut
- Photographie : C. Recors
- Pays d'origine : France
- Format : Couleurs - 1,33:1 - Mono - 35 mm
- Genre : Documentaire
- Durée : 9 minutes
- Date de sortie : 1964

## Distribution
- Jean Negroni : Narrateur